# Kościół Niepokalanego Poczęcia Najświętszej Maryi Panny w Konstantynowie
Kościół Niepokalanego Poczęcia Najświętszej Maryi Panny (lit. Švč. Mergelės Marijos Nekaltojo Prasidėjimo bažnyčia) – rzymskokatolicka świątynia znajdująca się w litewskim miasteczku Konstantynowo.

## Historia
Pierwszy kościół w tym miejscu wzniesiono ok. 1569 roku. Nową, drewnianą świątynię wzniesiono po pożarze w 1609. Kolejny kościół z 1703 roku został zniszczony przez pożar w roku 1843, nowy budynek konsekrował w 1850 bp Motiejus Valančius. Świątynia spłonęła wskutek ostrzału artyleryjskiego wojsk niemieckich wiosną 1915, podczas I wojny światowej. W 1917 wybudowano tymczasowy kościół. Budowę obecnej świątyni rozpoczęto w roku 1930 wg projektu Romanasa Steikūnasa. W 1939 dach pokryto gontem, a 5 czerwca 1941 świątynię konsekrował bp Vincentas Borisevičius. Jednak już 26 czerwca kościół został doszczętnie zniszczony wskutek pożaru podczas ostrzału miasteczka, przetrwały jedynie mury. Odbudowę ukończono w 1956 roku staraniem ks. Jonasa Skirmontasa.

## Architektura
Kościół neoromański, o długości 40 m i szerokości 25 m. Grubość ceglanych i kamiennych ścian wynosi około metra. Ołtarz główny i dwa ołtarze boczne sprowadzono po II wojnie światowej z kościoła św. Jana Chrzciciela w Płungianach, reprezentują styl neoklasycystyczny. Teren świątyni jest ogrodzony kamiennym murem, przy kościele znajduje się grób ks. Alfonsasa Klimavičiusa, tutejszego proboszcza, zmarłego w 1991.

## Galeria

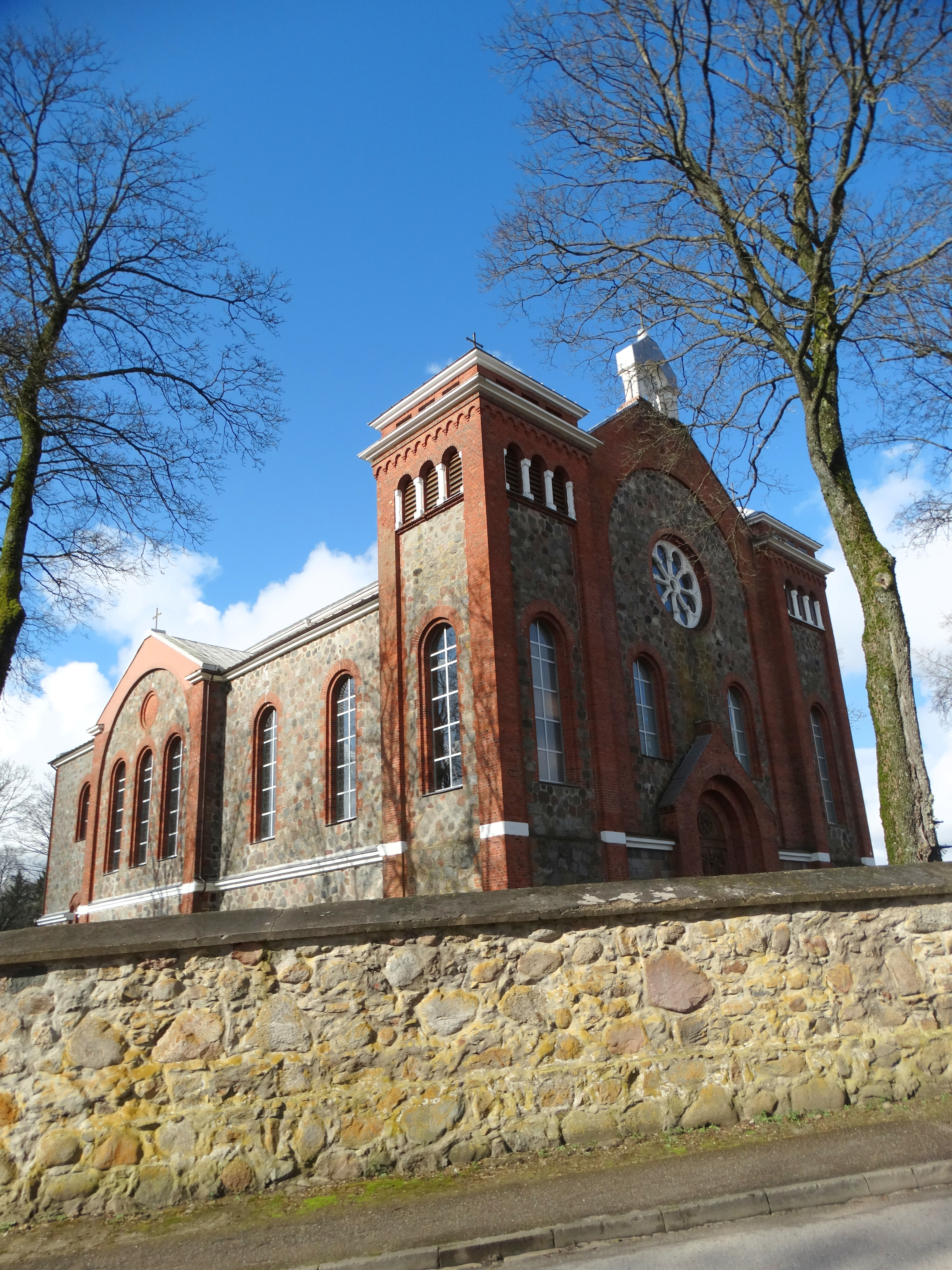
Widok ze wschodu
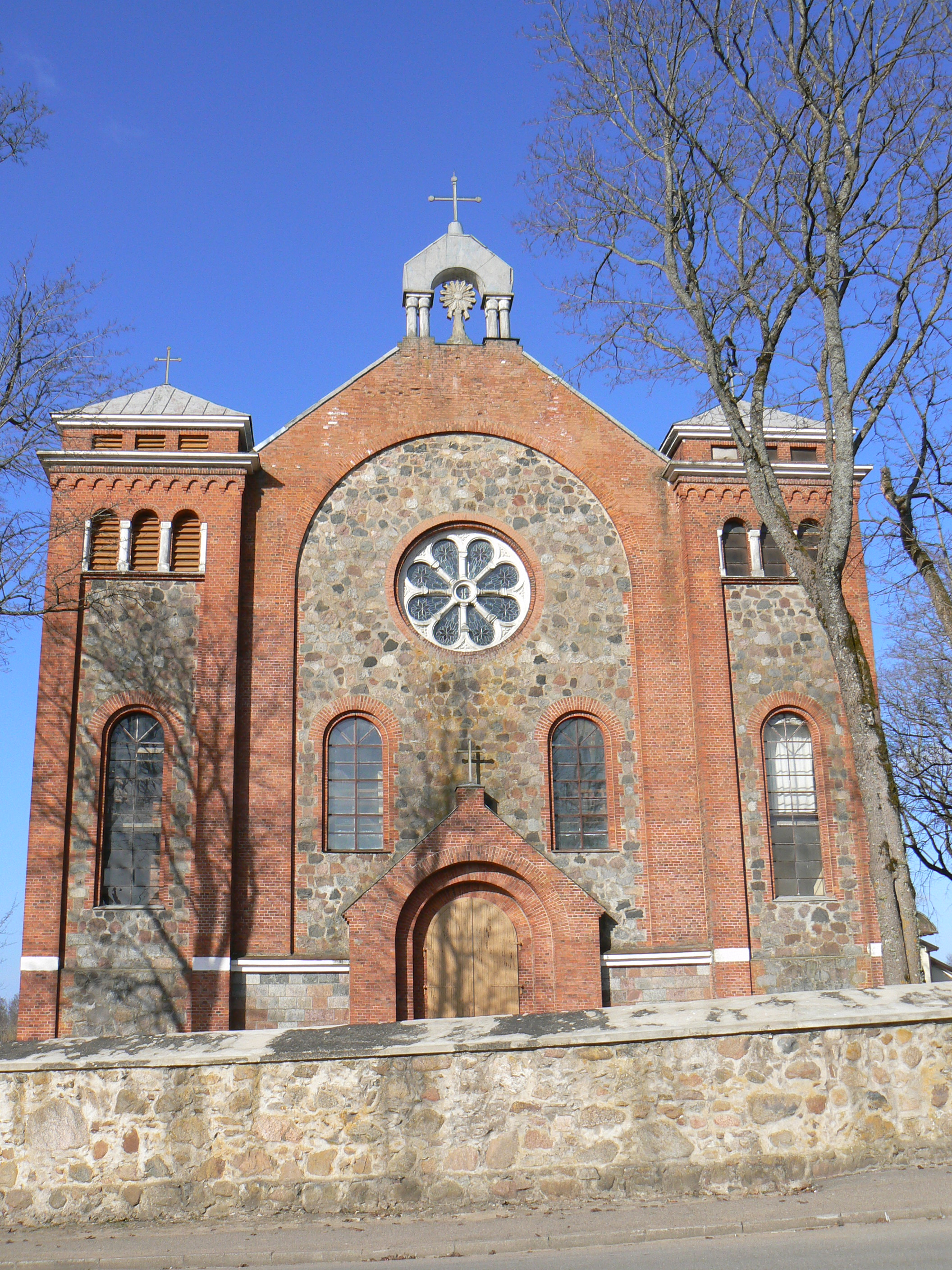
Fasada
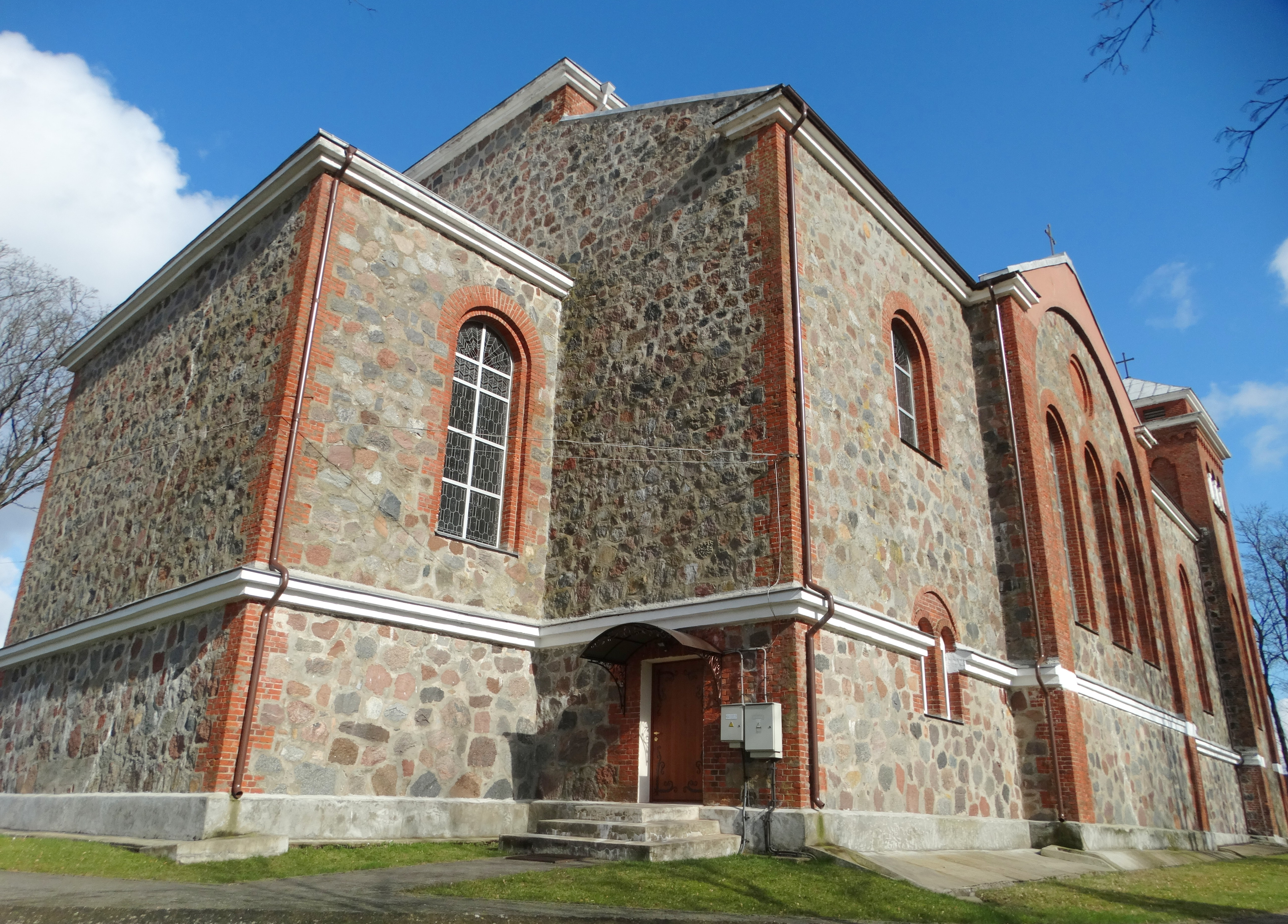
Widok z południowego zachodu
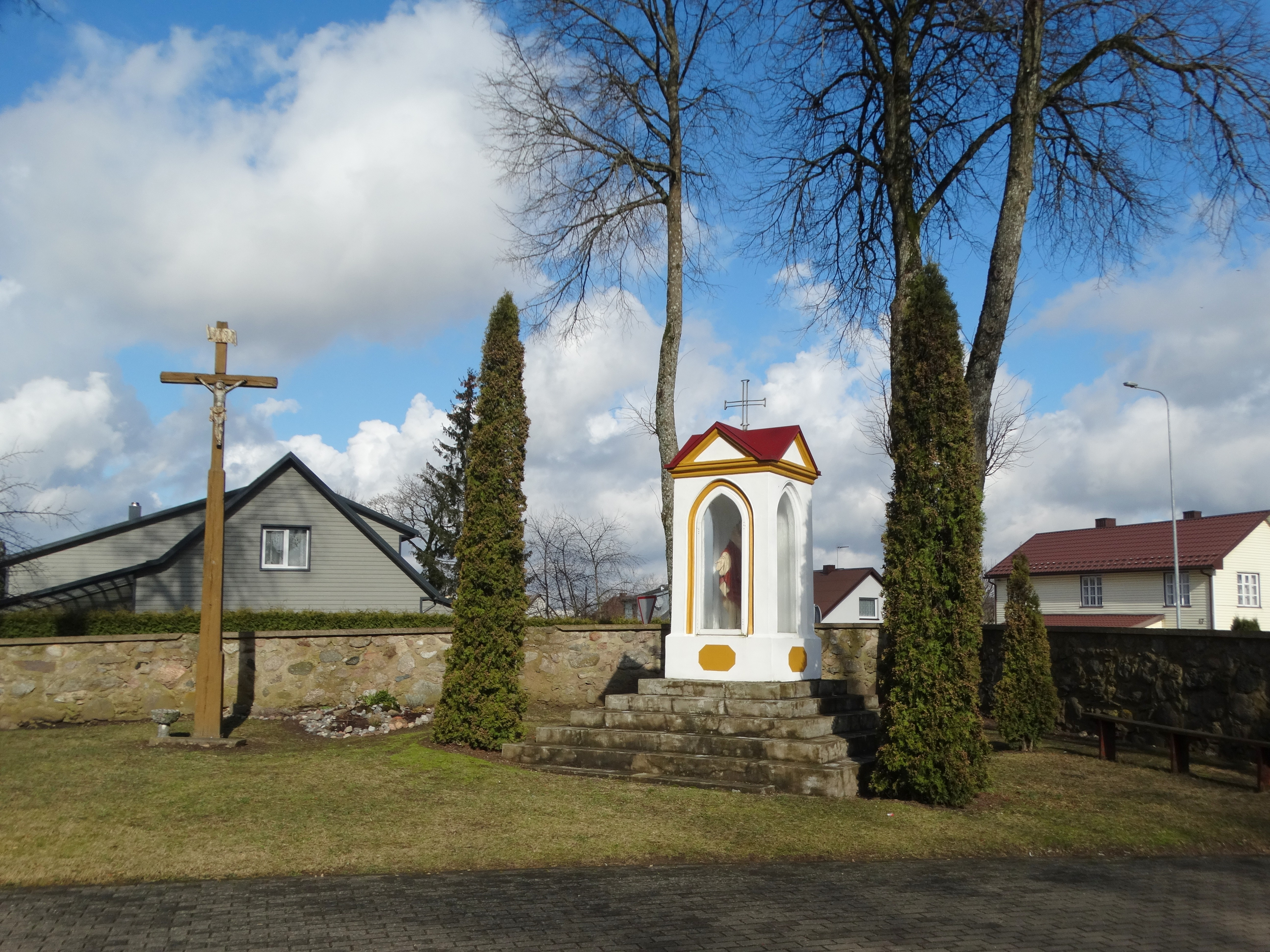
Przykościelna kapliczka